# Safo, historia de una pasión
Safo, historia de una pasión  es una película en blanco y negro de Argentina dirigida por Carlos Hugo Christensen según el guion de César Tiempo y Julio Porter sobre la novela Sapho de Alphonse Daudet que se estrenó el 17 de septiembre de 1943 y que tuvo como protagonistas a Mecha Ortiz, Roberto Escalada, Eduardo Cuitiño, Guillermo Battaglia y Mirtha Legrand.
En una encuesta de las 100 mejores películas del cine argentino llevada a cabo por el Museo del Cine Pablo Ducrós Hicken en el año 2000, la película alcanzó el puesto 43.

## Sinopsis

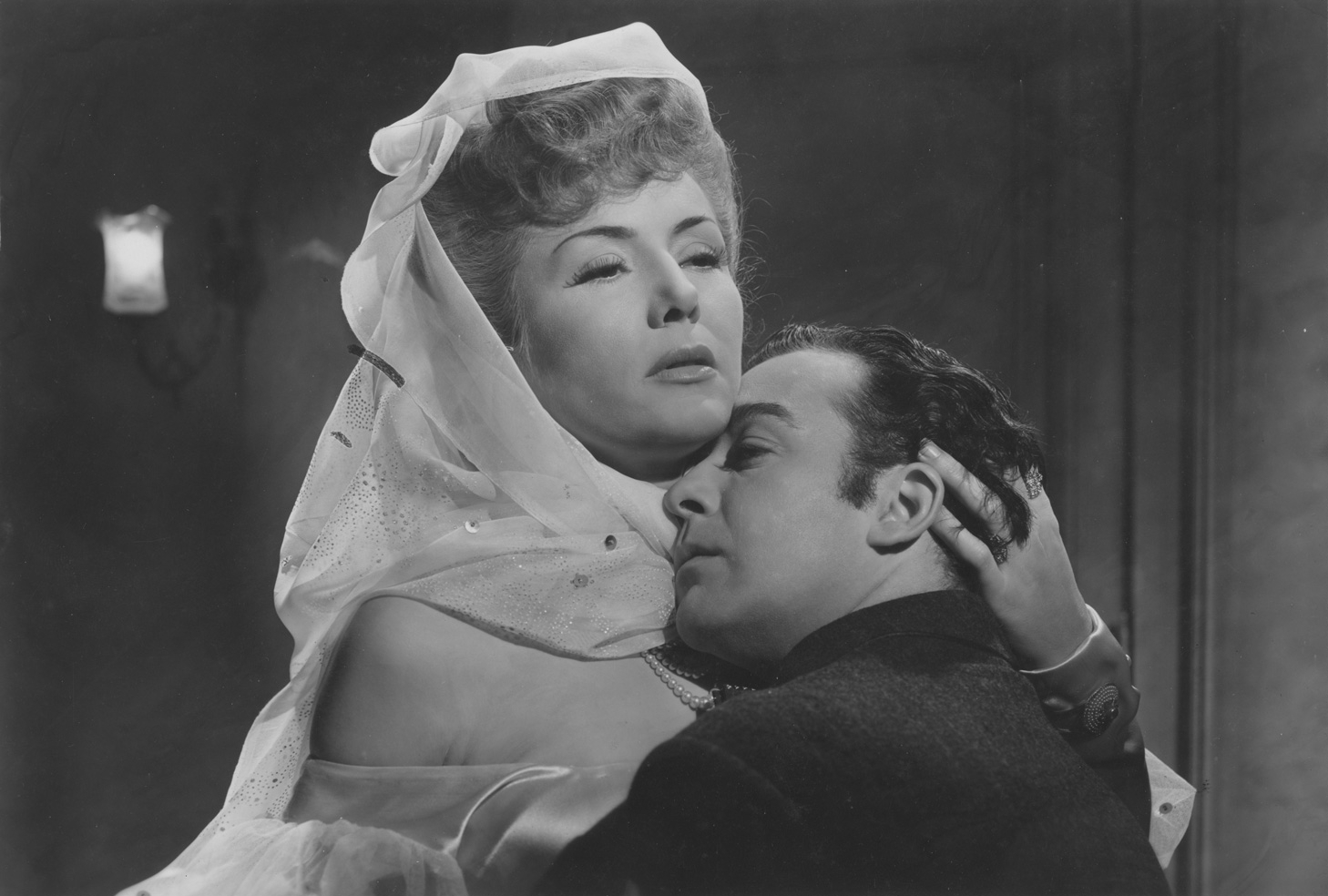
Fotograma del film

Un joven mendocino va a Buenos Aires para estudiar. Allí conoce a una mujer mayor que él con la que comienza una fogosa relación amorosa. A su vez, se pone de novio con la hija de un importante abogado que puede reportarle un ascenso en su carrera. A punto de casarse, el muchacho deberá elegir entre la pasión y su propia conveniencia.

## Reparto
- Mecha Ortiz como Selva Moreno
- Roberto Escalada como Raúl de Salcedo
- Eduardo Cuitiño como Dr. Molina
- Guillermo Battaglia como Caudal
- Mirtha Legrand como Irene Benavídez
- Nicolás Fregues como Dr. Benavídez
- Miguel Gómez Bao como Tío Silvino
- Elisardo Santalla como Don Raimundo
- Ricardo Canales como Delavalle
- Ilde Pirovano como Gertrudis (madre de Raúl)
- Herminia Mancini como Langosta
- Elisa Labardén como Teresa
- Aurora Sánchez
- Olga Zubarry como Extra

## Comentarios
El crítico Raimundo Calcagno "Calki" consideró que este filme superó todos los trabajos anteriores del director y lo colocó en primera línea. Para Fernando M. Peña es uno de los pocos filmes de culto argentinos y la crónica de El Heraldo del Cinematografista dijo:

”Si bien por la índole de su tema puede resultar la película chocante para espectadores puritanos, su carácter sentimental y pasional la hace especialmente atrayente para el público femenino, adulto.”

Por su parte Manrupe y Portela escriben: 

”Un clásico y un título fundamental en la filmografía de Christensen. Históricamente, inaugura el cine erótico en el país. Con elementos favoritos de su director: pasiones mórbidas, ambientes sombríos y una telaraña escenográfica omnipresente para subrayar el destino que atrapa a los protagonistas.”